# Chris VandeVelde
Chris VandeVelde, född 15 mars 1987, är en amerikansk professionell ishockeyspelare som spelar för Philadelphia Flyers i NHL. Han har tidigare representerat Edmonton Oilers.
Hall draftades i fjärde rundan i 2005 års draft av Edmonton Oilers som 97:e spelare totalt.